# Голішевський Іван Леонідович
Іван Леонідович Голішевський (1988, с. Новоселиця Попільнянського, нині Житомирського району Житомирської області) — український військовик, полковник Збройних сил України, командир 24-ї механізованої бригади (2023). Командир 15-го окремого гірсько-штурмового батальйону (2022). Учасник російсько-української війни, відбиття російського вторгнення в Україну 2022 року. Герой України (2022).

## Життєпис
Після строкової служби вступив до Національної академії сухопутних військ імені гетьмана П. Сагайдачного у Львові, яку закінчив 2012 року. Служив у 30-й окремій механізованій бригаді імені князя К. Острозького ЗСУ (м. Новоград-Волинський, нині Звягель Житомирської обл.). Від 2014 виконував бойові завдання у зоні проведення АТО та операції Об’єднаних сил на Сході України . 
У лютому-березні 2022 року 15-й окремий гірсько-штурмовий батальйон під командуванням підполковника Івана Голішевського обороняв населений пункт Кремінна та зупиняв просування ворога в напрямку Красноріченське — Кремінна. Завдяки організованій обороні рубежу батальйоном та приданими підрозділами було зупинено наступ переважальних сил противника. Збройні сили РФ зазнали значних втрат особового складу й техніки.
У серпні 2022 року був відзначений званням Героя України.
Станом на грудень 2022 року був командиром 24-ї механізованої бригади.
Станом на липень 2024 почали ширитись чутки, що командування планує звільнити з посади полковника Голішевського і перевести його у викладацьку діяльність. На захист полковника виступила велика кількість військових .

## Нагорода
- звання «Герой України» з врученням ордена «Золота Зірка» (26 березня 2022) — за особисту мужність і героїзм, виявлені у захисті державного суверенітету та територіальної цілісності України, вірність військовій присязі[8];
- орден Богдана Хмельницького III ступеня (27 травня 2022) — за особисту мужність і самовіддані дії, виявлені у захисті державного суверенітету та територіальної цілісності України, вірність військовій присязі[9];
- орден Богдана Хмельницького II ступеня (8 грудня 2023) — за особисту мужність, виявлену у захисті державного суверенітету та територіальної цілісності України, самовіддане виконання військового обов’язку[10].